# مارلبورو (ماساتشوستس)
مارلبورو (بالإنجليزية: Marlborough, Massachusetts)‏ هي مدينة تقع في الولايات المتحدة في مقاطعة ميدلسيكس (ماساشوستس). يقدر عدد سكانها بـ 38,499 نسمة ومساحتها 57.4 كم2 وترتفع عن سطح البحر 137 متر.

## التركيبة السكانية
حدّد مكتب تعداد الولايات المتحدة بيانات التركيبة السكانية لمارلبورو في تعداد الولايات المتحدة. في ما يلي، التركيبة السكانية حسب تعدادي 2000 و2010.

### تعداد عام 2000
بلغ عدد سكان مارلبورو 36,255 نسمة بحسب تعداد عام 2000، وبلغ عدد الأسر 14,501 أسرة وعدد العائلات 9,285 عائلة مقيمة في المدينة. في حين سجلت الكثافة السكانية 633.5 نسمة لكل كيلومتر مربع (1,640.8/ميل2). وبلغ عدد الوحدات السكنية 14,903 وحدة بمتوسط كثافة قدره 260.4 لكل كيلومتر مربع (674.4/ميل2).
وتوزع التركيب العرقي للمدينة بنسبة 87.70% من البيض و2.17% من الأمريكيين الأفارقة و0.20% من الأمريكيين الأصليين و3.76% من الأمريكيين ذوي الأصول الآسيوية و0.04% من سكان جزر المحيط الهادئ و3.27% من الأعراق الأخرى و2.86% من عرقين مختلطين أو أكثر و6.06% من الهسبانيون أو اللاتينيون من أي عرق.
بلغ عدد الأسر 14,501 أسرة كانت نسبة 32.3% منها لديها أطفال تحت سن الثامنة عشر تعيش معهم، وبلغت نسبة الأزواج القاطنين مع بعضهم البعض 51.5% من أصل المجموع الكلي للأسر، ونسبة 9% من الأسر كان لديها معيلات من الإناث دون وجود شريك، بينما كانت نسبة 3.5% من الأسر لديها معيلون من الذكور دون وجود شريكة وكانت نسبة 36% من غير العائلات. تألفت نسبة 28.4% من أصل جميع الأسر من عدة أفراد يعيشون في نفس المنزل ونسبة 8.3% كانت تتألف من شخص يعيش بمفرده يبلغ من العمر 65 عاماً أو أكثر. وبلغ متوسط حجم الأسرة المعيشية 2.47، أما متوسط حجم العائلات فبلغ 3.07.
بلغ العمر الوسطي للسكان 36.1 عاماً. وكانت نسبة 23.2% من القاطنين تحت سن الثامنة عشر، وكانت نسبة 7% بين الثامنة عشر والرابعة والعشرين عاماً، ونسبة 36.6% كانت واقعةً في الفئة العمرية ما بين الخامسة والعشرين والرابعة والأربعين عاماً، ونسبة 21.4% كانت ما بين الخامسة والأربعين والرابعة والستين، ونسبة 10.5% كانت ضمن فئة الخامسة والستين عاماً فما فوق. يوجد لكل 100 أنثى 98.2 ذكر، ويوجد لكل 100 أنثى في الثامنة عشر من عمرها فما فوق 96.1 ذكر.
بلغ متوسط دخل الأسرة في المدينة 56,879 دولارًا، أما متوسط دخل العائلة فبلغ 70,385 دولارًا. وكان متوسط دخل الذكور 49,133 دولارًا مقابل 32,457 دولارًا للإناث. وسجل دخل الفرد الخاص بالمدينة 28,723 دولارًا. وكانت نسبة 4.7% من العائلات ونسبة 6.8% من السكان تحت خط الفقر، وكان من هؤلاء نسبة 8.9% تحت سن الثامنة عشر ونسبة 10.3% في الخامسة والستين من العمر وما فوق.

## معرض صور

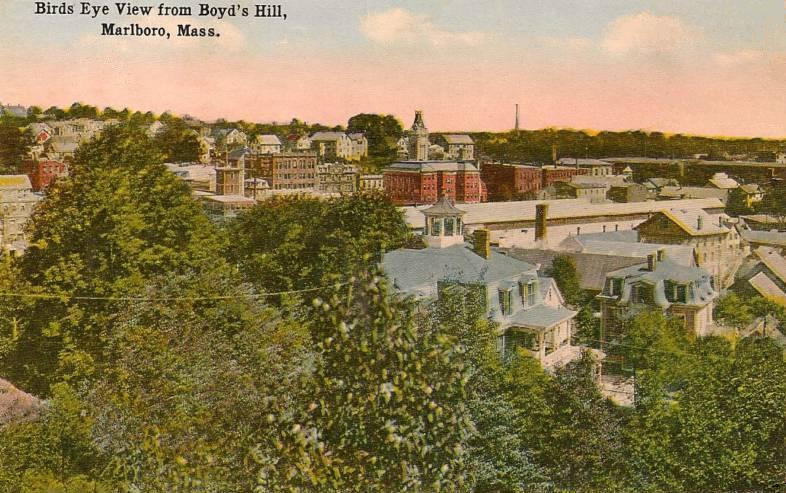
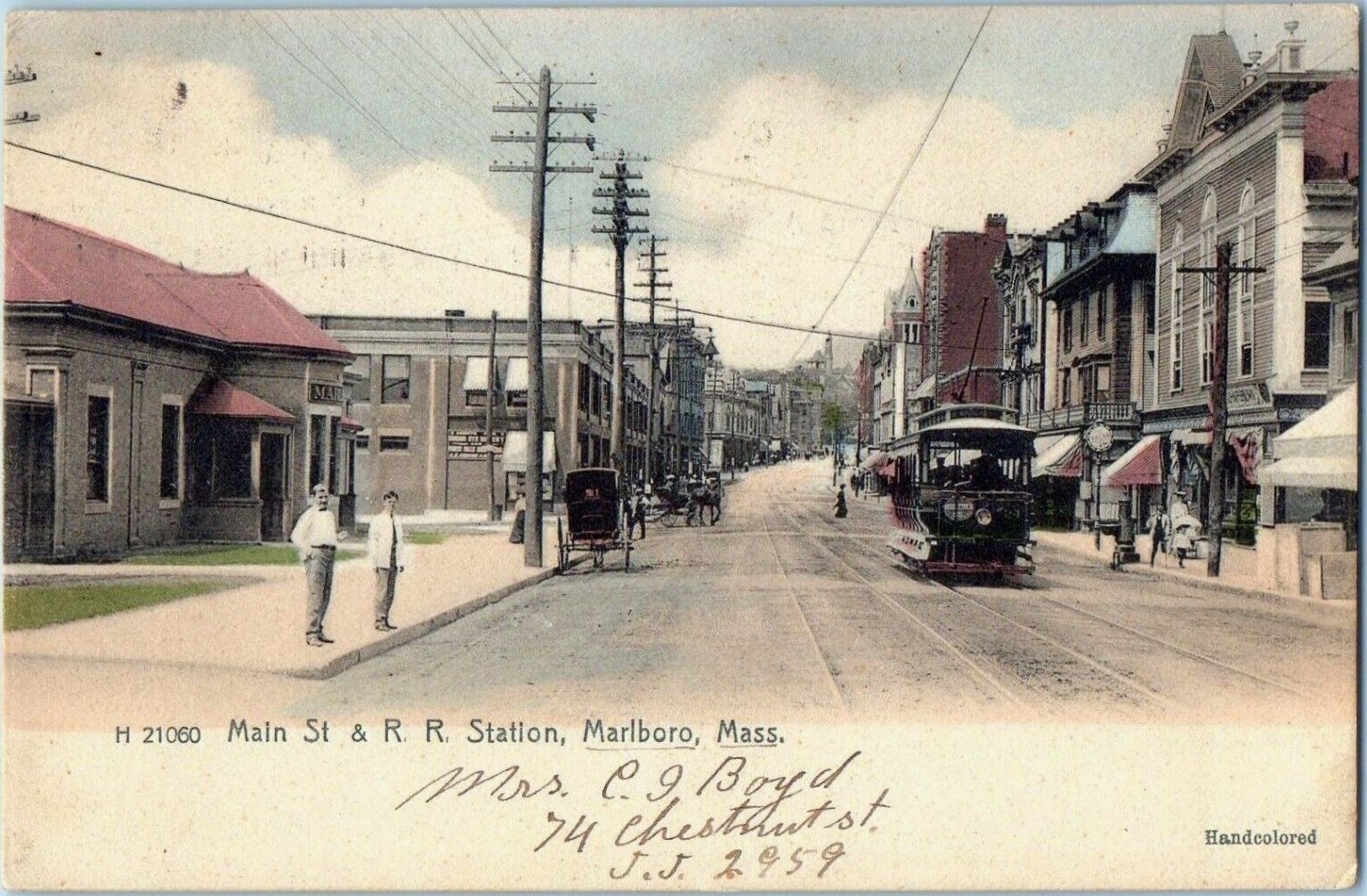
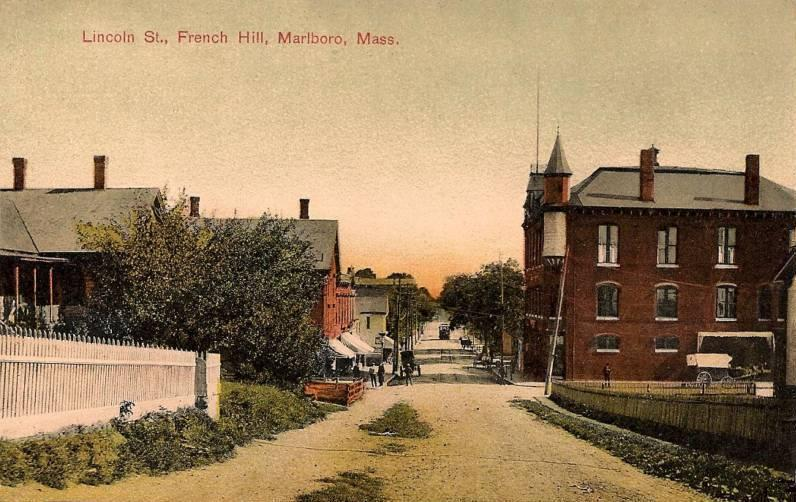
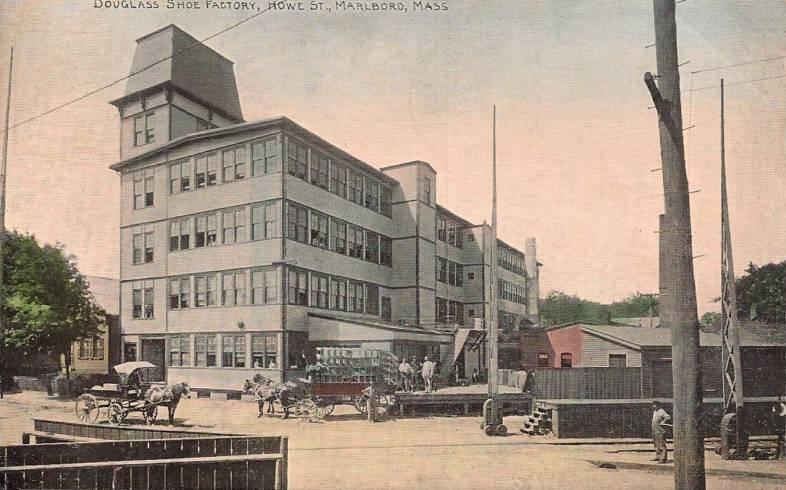

### تعداد عام 2010
بلغ عدد سكان مارلبورو 38,499 نسمة بحسب تعداد عام 2010، وبلغ عدد الأسر 15,395 أسرة وعدد العائلات 9,672 عائلة مقيمة في المدينة. في حين سجلت الكثافة السكانية 672.7 نسمة لكل كيلومتر مربع (1,742.3/ميل2). وبلغ عدد الوحدات السكنية 16,416 وحدة بمتوسط كثافة قدره 286.8 لكل كيلومتر مربع (742.8/ميل2).
وتوزع التركيب العرقي للمدينة بنسبة 80.90% من البيض و2.76% من الأمريكيين الأفارقة و0.24% من الأمريكيين الأصليين و5.02% من الأمريكيين ذوي الأصول الآسيوية و0.06% من سكان جزر المحيط الهادئ و7.69% من الأعراق الأخرى و3.33% من عرقين مختلطين أو أكثر و10.84% من الهسبانيون أو اللاتينيون من أي عرق.
بلغ عدد الأسر 15,395 أسرة كانت نسبة 31.3% منها لديها أطفال تحت سن الثامنة عشر تعيش معهم، وبلغت نسبة الأزواج القاطنين مع بعضهم البعض 48.5% من أصل المجموع الكلي للأسر، ونسبة 10.3% من الأسر كان لديها معيلات من الإناث دون وجود شريك، بينما كانت نسبة 4.1% من الأسر لديها معيلون من الذكور دون وجود شريكة وكانت نسبة 37.2% من غير العائلات. تألفت نسبة 28.7% من أصل جميع الأسر من عدة أفراد يعيشون في نفس المنزل ونسبة 9.4% كانت تتألف من شخص يعيش بمفرده يبلغ من العمر 65 عاماً أو أكثر. وبلغ متوسط حجم الأسرة المعيشية 2.46، أما متوسط حجم العائلات فبلغ 3.06.
بلغ العمر الوسطي للسكان 38.5 عاماً. وكانت نسبة 21.6% من القاطنين تحت سن الثامنة عشر، وكانت نسبة 7.8% بين الثامنة عشر والرابعة والعشرين عاماً، ونسبة 30.7% كانت واقعةً في الفئة العمرية ما بين الخامسة والعشرين والرابعة والأربعين عاماً، ونسبة 27.3% كانت ما بين الخامسة والأربعين والرابعة والستين، ونسبة 12.6% كانت ضمن فئة الخامسة والستين عاماً فما فوق. وتوزع التركيب الجنسي للسكان بنسبة 49.5% ذكور و50.5% إناث.

## أعلام
- جون كوين
- مارشا كروس
- مايك بيرنز
- كريستال إيستمان
- وليام دوز
- إدموند رايس
- جوي غراسيفا
- بوبي باتلر
- هنري لامار
- توم وليامز